# Eilema semifusca
Eilema semifusca är en fjärilsart som beskrevs av Henry John Elwes 1890. Eilema semifusca ingår i släktet Eilema och familjen björnspinnare. Inga underarter finns listade i Catalogue of Life.